# ダーク・プレイス
『ダーク・プレイス』（原題: Dark Places）は、2015年のミステリースリラー映画。イギリス・フランス・アメリカ合衆国の共同製作。ギリアン・フリンの小説『冥闇』を原作にしており、監督・脚本はジル・パケ＝ブランネールが務めた。出演はシャーリーズ・セロン、ニコラス・ホルト、クリスティーナ・ヘンドリックス、クロエ・グレース・モレッツ。

## ストーリー
28年前、少女リビーは何者かによって家族を殺害された。自身も犯人に襲われたリビーだったが間一髪逃げ延び、一家殺害の犯人について警察に証言を行うが、それにより逮捕されたのは彼女の実の兄ベンであった。
それから月日は流れ、リビーは事件のトラウマに苦しみながら一人自堕落な毎日を送っていた。そんなある日、彼女のもとへ「殺人クラブ」という団体から手紙が届く。「殺人クラブ」は過去に起きた事件について再度検証を行うボランティア団体で、クラブはリビーにあの事件の重要な参考人として検証に参加してほしいと希望しているのだった。後日クラブの会員である青年ライルと直接話をしたリビーは、クラブに協力すれば多額の報酬が出ることを聞かされる。報酬に惹かれたリビーは渋々クラブの会合に参加するが、クラブの「ベンは無実である」という主張には当然否定的であった。
ライルからベンと一度面会すべきだと諭されたリビーは、あの日以来久しぶりに刑務所でベンとの面会を果たす。終身刑を言い渡されているベンは無実を主張しているが、なぜか彼は刑に服することを望んでいた。このベンの態度に疑念を抱くリビーは、ライルと共に事件を再調査していくが、その中で彼女は忘れかけていた事件当夜の記憶を次々と蘇らせていく。

## キャスト
※括弧内は日本語吹替
- リビー・デイ - シャーリーズ・セロン（本田貴子）
  - 若き日のリビー - スターリング・ジェリンズ（渡谷美帆）
- ライル・ワース - ニコラス・ホルト（中村悠一）
- パティ・デイ - クリスティーナ・ヘンドリックス（新谷真弓）
- ベン・デイ - コリー・ストール（中村和正）
  - 若き日のベン - タイ・シェリダン（比上孝浩）
- ディオンドラ・ワーツナー - アンドレア・ロス
  - 若き日のディオンドラ - クロエ・グレース・モレッツ（潘めぐみ）
- ラナー・デイ - ショーン・ブリジャース（英語版）
- トレイ・ティーパノ - J・ラローズ（英語版）
  - 若き日のトレイ - シャノン・クック（英語版）
- クリッシ・ケイツ - ドレア・ド・マッテオ
  - 若き日のクリッシ - アディ・ミラー

## 評価
レビュー・アグリゲーターのRotten Tomatoesでは83件のレビューで支持率は23%、平均点は4.70/10となった。Metacriticでは19件のレビューを基に加重平均値が39/100となった。